# سنت دانستان، استپنی
سنت دانستان، استپنی (انگلیسی: St Dunstan's, Stepney) یک کلیسای انگلیسی (انگلیکان) است که در مکانی قرار دارد که برای بیش از هزار سال برای عبادت مسیحیت مورد استفاده قرار گرفته‌است.